# Boghicea
Boghicea – wieś w Rumunii, w okręgu Neamț, w gminie Boghicea. W 2011 roku liczyła 1141 mieszkańców.